# Міжборна сільська рада
Міжбо́рна сільська рада (рос. Межборный сельский совет) — сільське поселення у складі Притобольного району Курганської області Росії.
Адміністративний центр та єдиний населений пункт — село Міжборне.
Населення сільського поселення становить 794 особи (2021; 952 у 2010, 1139 у 2002).